# Prästkragespolvivel
Prästkragespolvivel (Cyphocleonus trisulcatus) är en skalbaggsart som först beskrevs av Herbst 1795.  Prästkragespolvivel ingår i släktet Cyphocleonus, och familjen vivlar. Enligt den finländska rödlistan är arten nationellt utdöd i Finland. Enligt den svenska rödlistan är arten akut hotad i Sverige. Arten förekommer på Gotland. Arten har tidigare förekommit i Götaland och Svealand men är numera lokalt utdöd. Artens livsmiljö är torra gräsmarker.